# Euphorbia palustris
Euphorbia palustris es una especie fanerógama perteneciente a la familia de las euforbiáceas. Es endémica de Europa hasta el norte de China.

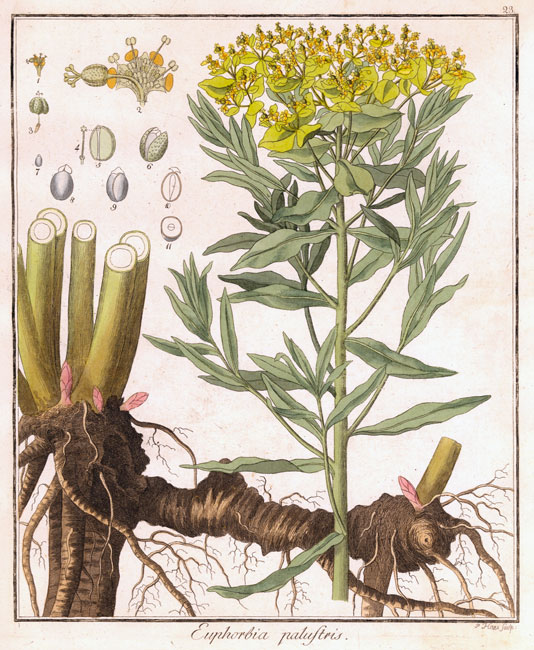
Ilustración

## Descripción
Es una planta suculenta ramificada con las inflorescencias en ciatios. Es una planta ideal para la jardinería, ya que tiene un color diferente para casi todas las estaciones del año. Es una planta que tiene una savia muy pegajosa  y se debe tener cuidado porque es venenosa y puede causar una irritación. Comienza a florecer en primavera.

## Taxonomía
Euphorbia palustris fue descrita por Carlos Linneo y publicado en Species Plantarum 462. 1753.
Etimología
Euphorbia: nombre genérico que deriva del médico griego del rey Juba II de Mauritania (52 a 50 a. C. - 23), Euphorbus, en su honor – o en alusión a su gran vientre –  ya que usaba médicamente Euphorbia resinifera. En 1753 Carlos Linneo asignó el nombre a todo el género.
palustris: epíteto latino que significa "de los pantanos".
Sinonimia
- Tithymalus palustris (L.) Garsault (1764), opus utique oppr.
- Galarhoeus palustris (L.) Haw. (1812).
- Tithymalus fruticosus Gilib. (1782), opus utique oppr.
- Euphorbia brachiata Jan (1831), nom. nud.
- Euphorbia sauliana Boreau ex Boiss. in A.P.de Candolle (1866).
- Euphorbia altissima var. nuda Velen. (1891), pro syn.
- Euphorbia nuda Velen. (1891).
- Euphorbia velenovskyi Bornm. (1933).
- Tithymalus nudus (Velen.) Prokh. (1933).
- Galarhoeus nudus (Velen.) Prokh. (1941).
- Tithymalus velenovskyi (Bornm.) Soják (1979 publ. 1980).[4][5]